# Melika
Melika (en berbère : ⴰⵜ ⵎⵍⵉⵛⴻⵜ At Mlichet, en arabe : مليكة) est un des ksars de la pentapole de la vallée Mzab. Elle fait partie de la commune de Ghardaïa, dans la wilaya de Ghardaïa en Algérie. Avec le reste de la vallée du Mzab, elle est classée au patrimoine mondial de l'Humanité de l'UNESCO.

## Toponymie
Le nom de Melika signifie « la reine » car elle était dans le passé la ville reine de la Pentapole du Mzab.

## Géographie

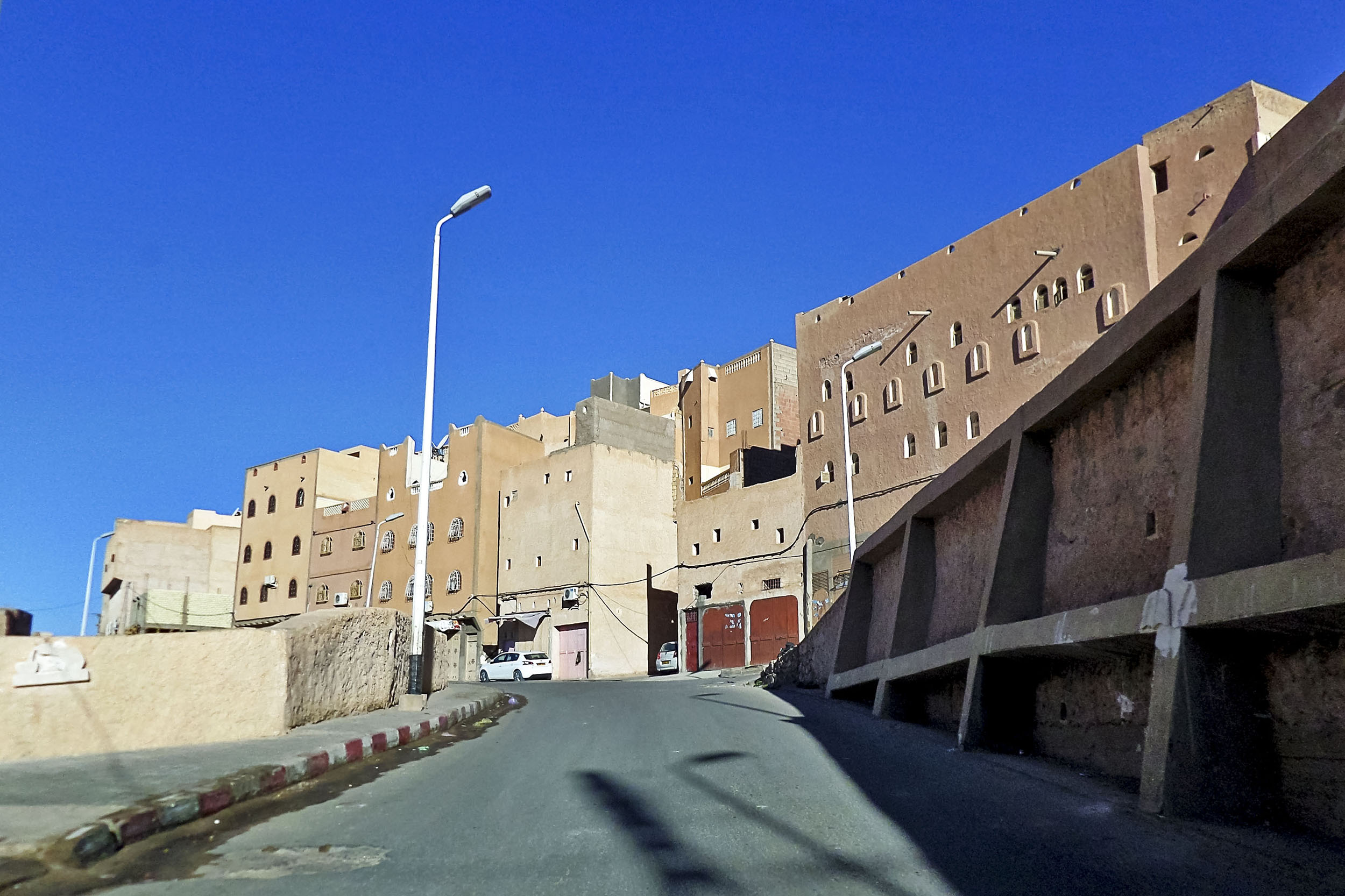
Fortification de Melika.

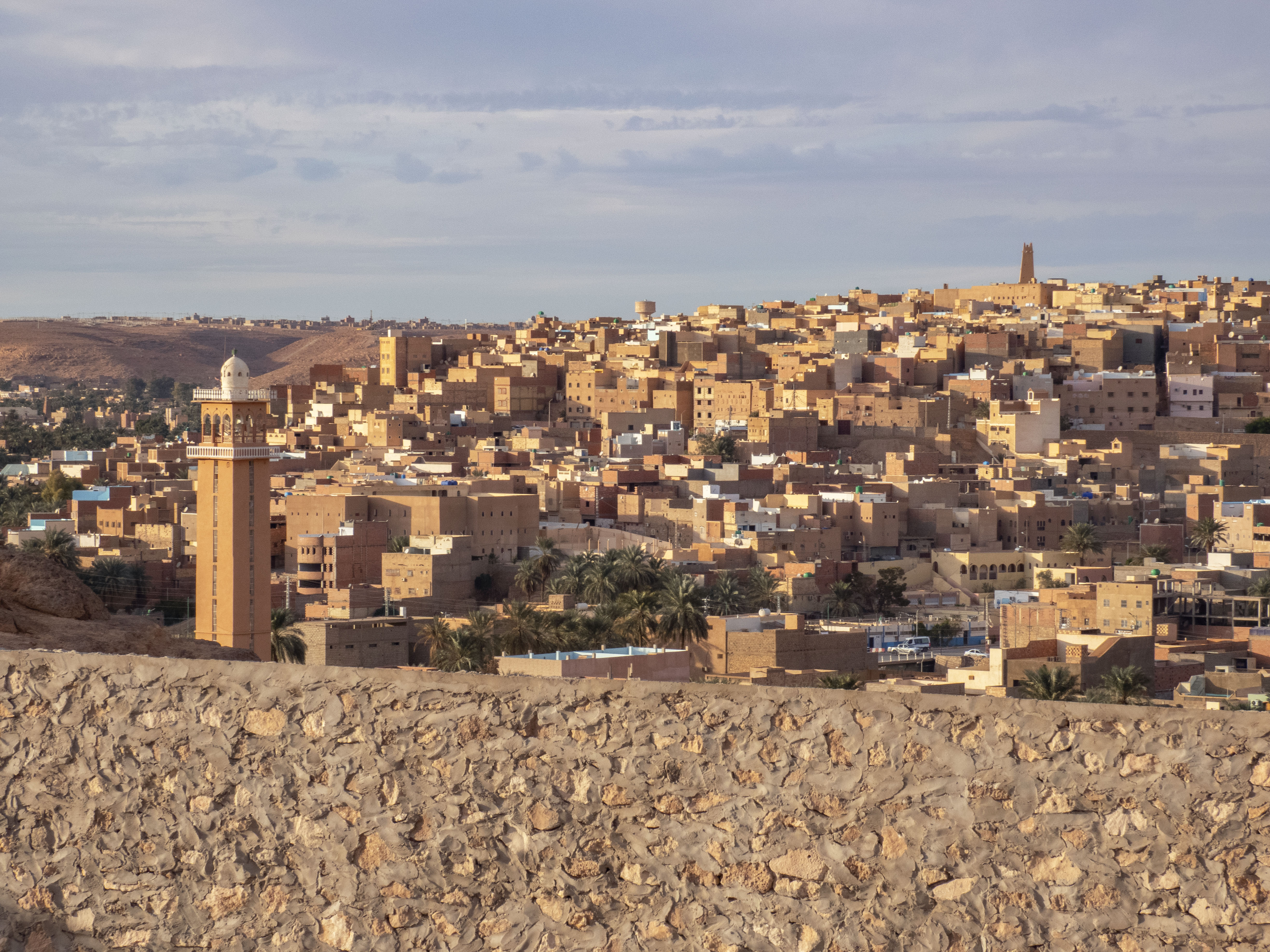
Ville basse de Ghardaïa (quartier Theniet El Mekhzene) et ksar de Melika en arrière plan.

Melika est une des cités de la pentapole du Mzab. Elle est bâtie sur un plateau qui surplombe la rive gauche de l'oued Mzab.
Elle se situe à équidistance entre Ghardaïa et Beni Isguen. Sa palmeraie a totalement disparu à la suite de l'urbanisation de la vallée.

## Histoire
Melika est l'une des cinq cités fondée dans la première moitié du XIe siècle par des mozabites ibadites de Tahert, après la destruction du royaume rostémide par les Fatimides au xe siècle. D'autres sources situent la fondation du ksar de Melika au XIIe siècle, en 1124. Jusqu'au XIXe siècle Melika était considérée comme la ville sainte du Mzab, puis c'est Beni Isguen qui a pris cette réputation.
Vers 1250-1251, elle a accueilli la population de Bounoura, à la suite d'un conflit qui a entraîné la destruction de cette dernière. En 1317, un cheikh ibadite de Melika conclut un accord avec un cheikh châamba de Metlili pour l'établissement conjoint de familles chaâmba et mozabites dans ces deux villes pour renforcer la coopération entre les citadins et les nomades.

## Patrimoine

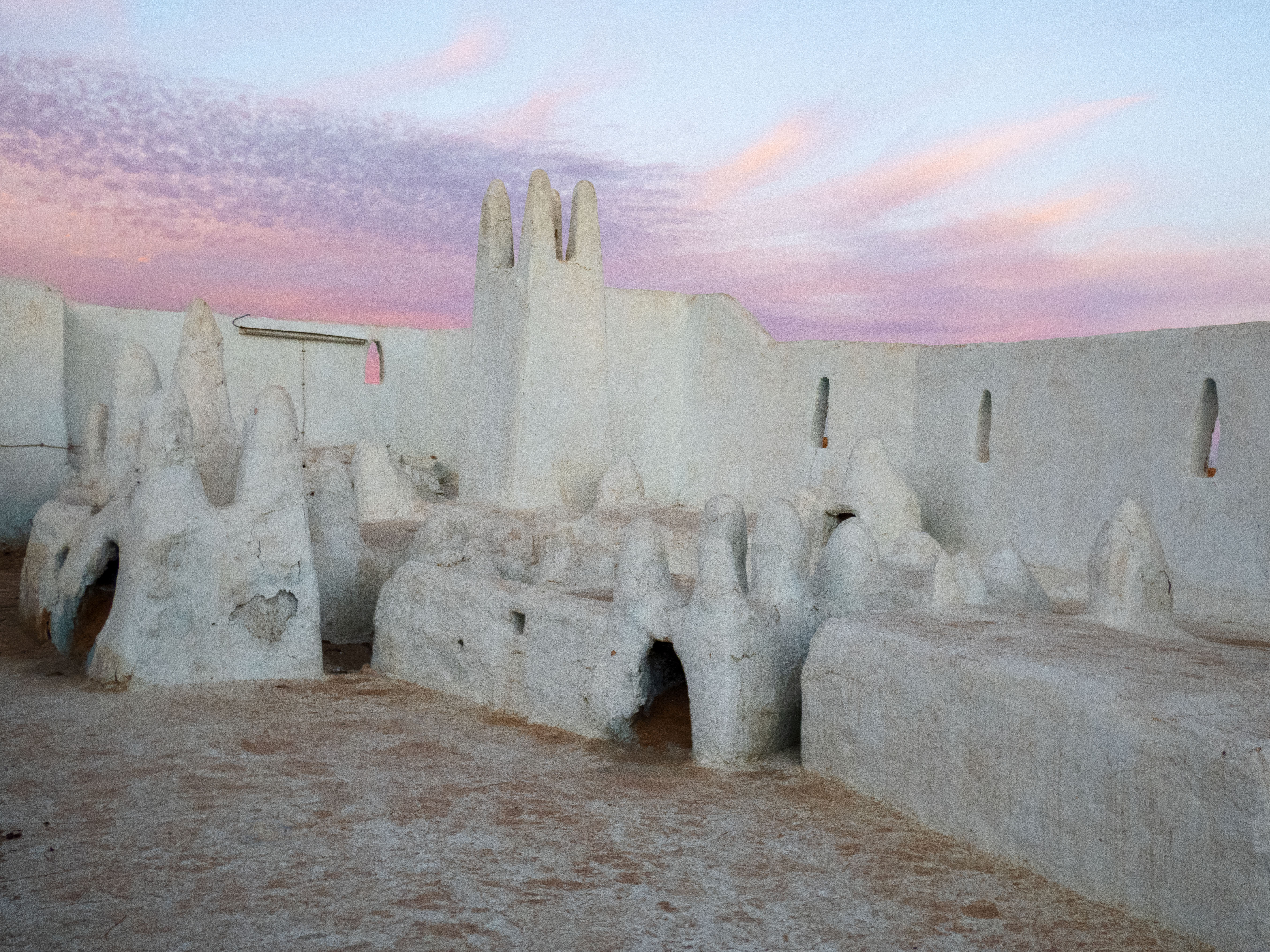
Mausolée de Cheikh Sidi Aïssa.

La cité et le reste de la vallée du Mzab, sont classés au patrimoine mondial de l'Humanité par l'UNESCO depuis 1982. Parmi les secteurs sauvegardés, le ksar de Melika, le seul de la vallée qui n'a pas connu d'extension, dû aux caractéristiques physiques de son terrain d'assise.
Melika consiste en une réplique miniature de Ghardaïa, les maisons ocre sont accrochées aux flancs abrupts d'une colline et des hautes maisons font office de rempart protecteur.
Melika était autrefois la ville sainte du M'zab, et abrite les tombeaux de Cheikh Sidi Aïssa, et de sa famille, un saint révéré dans la région, dont les iduden, ces doigts de torchis chaulés pointés vers le ciel. Contrairement aux autres ksars, le souk de Melika est mitoyen de la grande mosquée, au centre de la cité.